# Galo
Armando de Almeida Galo (ur. 2 lipca 1893, zm. 6 lutego 1978) – piłkarz brazylijski znany jako Galo, pomocnik.
Urodzony w Rio de Janeiro Galo karierę piłkarską rozpoczął w 1909 roku w klubie Fluminense FC, w którym grał do 1911 roku. Razem z Fluminense dwukrotnie zdobył mistrzostwo stanu Rio de Janeiro - w 1909 i 1911. W 1912 został graczem klubu CR Flamengo, z którym jeszcze dwukrotnie sięgnął po stanowe mistrzostwo - w 1914 i 1915.
Jako piłkarz klubu Flamengo wziął udział w turnieju Copa América 1916, czyli pierwszych oficjalnych mistrzostwach kontynentlanych w dziejach futbolu, gdzie Brazylia zajęła trzecie miejsce. Galo zagrał ww wszystkich trzech meczach - z Chile, Argentyną i Urugwajem.
Rok później wziął udział w turnieju Copa América 1917, gdzie Brazylia znów była trzecia. Galo zagrał w dwóch meczach - z Argentyną i Chile.
Wziął także udział w turnieju Copa América 1919, gdzie Brazylia zdobyła mistrzostwo Ameryki Południowej. Galo zagrał tylko w jednym meczu - z Chile.
W reprezentacji Brazylii w latach 1916–1919 rozegrał łącznie 7 meczów.